# Doctor Fósforo
Doctor Fósforo (Dr. Alexander Sartorius) es un supervillano ficticio que ha aparecido en varias series de cómics publicadas por DC Comics. Él es principalmente un enemigo de Batman, el villano existe en el universo compartido principal de DC, conocido como Universo DC.

## Historial de publicaciones
Doctor Fósforo apareció por primera vez en Detective Comics #469 y fue creado por Steve Englehart.

## Biografía ficticia
El Dr. Alex Sartorius, alias Doctor Fósforo, era miembro del Club de Estancos, que quería construir una planta de energía nuclear en Gotham City con la ayuda del presidente del Club, Rupert Thorne. Sin embargo, la gente de Gotham rechazó la construcción de la planta y se vio obligado a llevar el proyecto lejos de la ciudad. Eventualmente, Sartorius fue transformado por la arena irradiada durante el derretimiento de la planta nuclear, elevó un elemento en la tabla química, de silicio a fósforo. Su cuerpo cambió ya que su piel se quemaría con cualquier contacto y su esqueleto se mostró a través de su piel. Por su mutación, juró hacer pagar a Gotham City envenenando el suministro de agua. Este plan fue frustrado por la oportuna intervención del protector de Gotham, Batman, pero Fósforo escapó del justiciero y contactó a Thorne para eliminar a Batman. Sin embargo, Batman continuó su búsqueda de Fósforo y eventualmente se enfrentaron en la planta de energía nuclear donde todo comenzó. Durante la lucha, el Dr. Fósforo cayó en el reactor nuclear, creando una gran explosión y se presume muerto.
Durante la historia de Underworld Unleashed, es uno de los muchos villanos que vende su alma al demonio Neron. A cambio de su alma, se le otorga mayor poder y control de temperatura. Por ejemplo, ahora puede usar ropa normal sin que estalle en llamas.
En la serie de James Robinson, Starman, la Niebla lo contrata inicialmente para matar al Starman original, Ted Knight, pero es derrotado por el héroe retirado. Se enfrentan por segunda vez; esta vez, Phosphorus le ha dado a Knight una dosis significativa de radiación, lo que le provocó una enfermedad terminal. En una tercera y última confrontación, Knight está decidido a asegurarse de que Fósforo no dañe a nadie más. Durante la batalla, usa su vara cósmica para rasgar el pavimento debajo de Fósforo y empujarlo hacia la tierra, aparentemente matándolo.
Fósforo regresa en Detective Comics # 825, donde está recluido en los laboratorios de Cadmus Research. Cuando uno de los científicos que lo examinan dice que escuchó que Sartorius había muerto, el otro responde: "¿Por haber sido aplastado? Difícilmente. Todo lo humano en Sartorius fue consumido por el fuego hace mucho tiempo. Creemos que sus poderes manifestaron una reacción de fusión que sublimó por completo su sistema nervioso central". sistema, creando facsímiles funcionales de su corazón, sus pulmones, sus riñones, todos trabajando en concierto para producir un suministro de energía casi infinito".
Fósforo escapa de Cadmus y una vez más busca vengarse de los responsables de su condición. Es derrotado por Batman durante un ataque a Rupert Thorne, y es encarcelado en Arkham Asylum.
Durante la ausencia de Batman después de su presunta muerte, Fósforo escapa de la custodia junto con los otros reclusos de Arkham. Secuestra tanto a Kirk Langstrom como a su esposa Francine para obtener información sobre la investigación de Langstrom. Fósforo hizo que Kirk se transformara en Man-Bat y arrojara a Fósforo al océano.
Durante el evento cruzado Brightest Day, Fósforo se escapa de Arkham cuando Deathstroke y los Titanes atacan las instalaciones. Antes de que Fósforo pueda escapar, es atacado por Arsenal.
En 2011, The New 52 reinició el universo de DC Comics. Doctor Fósforo se vuelve a presentar luchando contra Catwoman en la historia de Forever Evil, apareciendo entre los villanos que el Sindicato del Crimen de América recluta para unirse a la Sociedad Secreta de Supervillanos.
Desde entonces, se le ha visto en segundo plano durante los títulos de Rebirth Batman como Batman: Eternal y como uno de los soldados de Caballero de Arkham.
En las páginas de Batman: Three Jokers, se muestra que el Doctor Fósforo está encarcelado en la penitenciaría de Blackgate en el momento en que Batman llega para ver a Joe Chill.

## Poderes y habilidades
Doctor Fósforo tiene la capacidad de manipular la radiación para varios efectos, como quemaduras en la piel y emisiones de humo tóxico. Los principales órganos de su cuerpo no están presentes, pero produce una fuente inagotable de energía para sí mismo. Cuando vendió su alma a Neron, a Sartorius se le otorgaron mayores poderes, así como el control de la temperatura.

## Otras versiones

### Flashpoint
En la línea de tiempo alternativa del evento Flashpoint, el teniente Matthew Shrieve invitó al Doctor Fósforo a ser el nuevo miembro de Creature Commandos, pero el Doctor Fósforo lo traiciona y mata a su familia. Se revela que el Doctor Fósforo había estado trabajando para el General Sam Lane, responsable de la muerte de la familia de Miranda.

## En otros medios

### Televisión
- La apariencia del Doctor Fósforo se utilizó como inspiración para el personaje Derek Powers / Blight en la serie animada Batman del futuro, con la voz de Sherman Howard. Como resultado de un accidente, su cuerpo emite altos niveles de radiación que queman su piel, dejando un esqueleto radiactivo brillante.
- Doctor Fósforo se utilizó como inspiración para Garfield Lynns / Luciérnaga en el episodio de la serie animada de The Batman, "White Heat", con la voz de Jason Marsden. Después de varias derrotas a manos de Batman, Luciérnaga y su novia, la Dra. Jane Blazedale, intentan robar un isótopo de fósforo para que pueda mejorar su arsenal. Sin embargo, ocurre un accidente y Luciérnaga se transforma en Fósforo, dejándolo con una fisiología similar al magma y un toque ardiente. A medida que se vuelve loco lentamente, intenta destruir Gotham City en represalia porque nadie puede recordar su nombre, solo para ser derrotado por Batman una vez más.
- Doctor Fósforo aparecerá en la próxima miniserie animada de HBO Max/DC Universe (DCU), Creature Commandos, como miembro del equipo titular.[20][21].Esta versión es un recluso de la División de Internamiento No Humano de la Penitenciaría de Belle Reve , ex científico convertido en jefe criminal, viudo de una mujer inmigrante llamada Parvin y miembro del grupo homónimo . En flashbacks, Alex buscó la ayuda de Rupert Thorne para financiar la investigación para curar el cáncer a través de la fusión nuclear mientras le daba en secreto a Thorne datos falsificados debido a la participación de este último con la nación fascista de Bialya . Al descubrir esto, Thorne hizo matar a Parvin y al hijo de los Sartorius, incriminó a Alex e intentó matarlo con su equipo nuclear. Después de su transformación, Alex mató a Thorne y su familia y se hizo cargo de su imperio criminal hasta que Batman lo derrotó y lo envió a Belle Reve.

### Película
Doctor Fósforo aparece en la película animada The Lego Batman Movie.

### Videojuegos
El Dr. Alex Sartorius aparece en Batman: Arkham Knight a través de las cintas de audio de Simon Stagg. Esta versión se crio como católica, pero eligió la ciencia sobre la fe y pasó a trabajar para Stagg formando Stagg Industries. Sartorius descubrió que Stagg estaba colaborando con el Espantapájaros con su trinchología Cloudburst, pero Stagg expone a Sartorius a la toxina del miedo del Espantapájaros, lo que le hace desarrollar una pirofobia extrema.

### Varios
Doctor Fósforo aparece en la miniserie de cómics Smallville Season 11: Titans. Después de que Rose Wilson lo saca de prisión, ataca un parque de diversiones hasta que llegan Superman, Jay Garrick y los Jóvenes Titanes y lo derrotan. Fósforo luego se lleva a la custodia del Departamento de Operaciones Extranormales.

## Lectura adicional
- Dr. Phosphorus: Walter Simonson recalls the real origin of the brilliant bad guy in Comic Book Artist Collection: Volume 2 by Jon Cooke, TwoMorrows Publishing (2002) page 20-22